# Ivan Mikuž
Ivan Mikuž, slovenski častnik, * 2. november 1963, Koper
Brigadir Mikuž je bil načelnik Poveljniško-štabne šole SV med leti 2000–2002.

## Vojaška kariera
- načelnik Poveljniško-štabne šole SV (2000–2002)

## Odlikovanja in priznanja
- bronasta medalja generala Maistra (24. oktober 2001)